# Playmen
Playmen este o formație grecească de muzică electronică, formată din muzicieni, DJii și producătorii muzicali Pavlos Manolis și Lefteris Xenakis.

## Single-uri
- 2009: Together forever - Playmen ft. Reckless
- 2010: Love Song - Playmen & Alceen ft. Mia
- 2010: Together Forever / Φυσικά Μαζί - Playmen ft. Onirama & Elena Paparizou
- 2010: Feel Your Love - Playmen ft. The Fade & MIA
- 2011: Tonight - Playmen & Claydee ft. Tamta
- 2011: Out Of My Head - Playmen & Alex Leon ft. T-Pain
- 2011: Fallin - Playmen ft. Demy
- 2012: Τα λόγια κομμάτια - Playmen ft. Stan
- 2012: All the time - Playmen ft. Elena Paparizou & Courtney & Riskykidd
- 2013: Breakin' Me Up - Playmen ft. Courtney
- 2013: Balloons - Playmen
- 2013: Gypsy Heart - Playmen & Hadley

## Videoclipuri
- 2010: Feel Your Love - Playmen ft. The Fade & MIA
- 2011: Tonight - Playmen & Claydee ft. Tamta
- 2011: Out Of My Head - Playmen & Alex Leon ft. T-Pain
- 2011: Fallin - Playmen ft. Demy
- 2012: All the time - Playmen ft. Elena Paparizou & Courtney & Riskykidd
- 2013: Breakin' Me Up - Playmen ft. Courtney
- 2013: Gypsy Heart - Playmen & Hadley

## Poziții în topuri
| 2009 | Together Forever | Together Forever                | 36 | Planetworks/Universal | 5 |
| 2010 | Feel Your Love   | Feel Your Love                  | 3  | Sony Music            | 1 |
| 2011 | Tonight          | Tonight / Tonight (The Remixes) | 2  | Sony Music            | 1 |
| 2011 | Out Of My Head   | Out Of My Head                  | 5  | Panik Records         | 1 |
| 2011 | Fallin           | Fallin Cd Single                | 3  | Panik Records         | 1 |
| 2012 | All The Time     | All The Time                    | 2  | Panik Records         | 1 |
| 2013 | Breakin' Me Up   | Breakin' Me Up                  | 32 | Panik Records         | 1 |
| 2013 | Gypsy Heart      | Gypsy Heart                     | 4  | Panik Records         | 1 |